# 슈팅스타 (뮤지컬)
2019년에 세종문화회관 M씨어터에서 공연된 뮤지컬. 